# Gheorghe Calcișcă
Gheorghe Calcișcă (* 10. Januar 1935 in Bukarest) ist ein ehemaliger rumänischer Radrennfahrer.

## Sportliche Laufbahn
Calcișcă war Teilnehmer der Olympischen Sommerspiele 1960 in Rom. Bei den Spielen wurde er im olympischen Straßenrennen beim Sieg von Wiktor Kapitonow 76. des Rennens.  Er und Ion Cosma waren die einzigen rumänischen Starter, die das Rennen beendeten. Calcișcă kam als Letzter des olympischen Rennens ins Ziel. Er gewann eine Etappe in der Rumänien-Rundfahrt 1961.